# Чемпионат Северной, Центральной Америки и Карибского бассейна по волейболу среди женщин 1989
11-й чемпионат Северной, Центральной Америки и Карибского бассейна (NORCECA) по волейболу среди женщин прошёл с 8 по 15 июля 1989 года в Сан-Хуане (Пуэрто-Рико) с участием 11 национальных сборных команд. Чемпионский титул в 7-й раз в своей истории и в 3-й раз подряд выиграла сборная Кубы.

## Команды-участницы
Американские Виргинские острова, Гаити, Гватемала, Гондурас, Доминиканская Республика, Канада, Коста-Рика, Куба, Мексика, Пуэрто-Рико, США.

## Система проведения чемпионата
11 команд-участниц на предварительном этапе разбиты на две группы. По две лучшие команды из групп выходят в полуфинал и по системе с выбыванием определяют призёров первенства. Итоговые 5—8-е места по такой же системе разыгрывают команды, занявшие в группах 3—4-е места.

## Предварительный этап

### Группа А
| М | Команда                         | 1   | 2   | 3   | 4   | 5   | 6   | И | В | П | С/П  | О  |
| - | ------------------------------- | --- | --- | --- | --- | --- | --- | - | - | - | ---- | -- |
| 1 | Канада                          |     | 3:0 | 3:0 | 3:0 | 3:0 | 3:0 | 5 | 5 | 0 | 15:0 | 10 |
| 2 | Мексика                         | 0:3 |     | 3:0 | 3:0 | 3:0 | 3:0 | 5 | 4 | 1 | 12:3 | 9  |
| 3 | Пуэрто-Рико                     | 0:3 | 0:3 |     | 3:0 | 3:0 | 3:0 | 5 | 3 | 2 | 9:6  | 8  |
| 4 | Гватемала                       | 0:3 | 0:3 | 0:3 |     | 3:- | 3:- | 5 | 2 | 3 |      | 7  |
| 5 | Американские Виргинские острова | 0:3 | 0:3 | 0:3 | -:3 |     | 3:- | 5 | 1 | 4 |      | 6  |
| 6 | Гондурас                        | 0:3 | 0:3 | 0:3 | -:3 | -:3 |     | 5 | 0 | 5 |      | 5  |

8 июля: Мексика — Гватемала 3:0 (15:1, 15:1, 15:3); Канада — Американские Виргинские острова 3:0 (15:0, 15:1, 15:0); Пуэрто-Рико — Гондурас 3:0.
9 июля: Канада — Гондурас 3:0 (15:2, 15:0, 15:1); Мексика — Американские Виргинские острова 3:0; Пуэрто-Рико — Гватемала 3:0.
10 июля: Канада — Пуэрто-Рико 3:0; Мексика — Гондурас 3:0; Гватемала — Американские Виргинские острова 3:-.
11 июля: Мексика — Пуэрто-Рико 3:0 (15:11, 15:8, 15:11); Канада — Гватемала 3:0; Американские Виргинские острова — Гондурас 3:-.
12 июля: Канада — Мексика 3:-; Пуэрто-Рико — Американские Виргинские острова 3:0; Гватемала — Гондурас 3:-.

### Группа В
| М | Команда                  | 1   | 2   | 3   | 4   | 5   | И | В | П | С/П  | О |
| - | ------------------------ | --- | --- | --- | --- | --- | - | - | - | ---- | - |
| 1 | Куба                     |     | 3:0 | 3:0 | 3:0 | 3:0 | 4 | 4 | 0 | 12:0 | 8 |
| 2 | США                      | 0:3 |     | 3:0 | 3:0 | 3:0 | 4 | 3 | 1 | 9:3  | 7 |
| 3 | Доминиканская Республика | 0:3 | 0:3 |     | 3:0 | 3:0 | 4 | 2 | 2 | 6:6  | 6 |
| 4 | Коста-Рика               | 0:3 | 0:3 | 0:3 |     | 3:0 | 4 | 1 | 3 | 3:9  | 5 |
| 5 | Гаити                    | 0:3 | 0:3 | 0:3 | 0:3 |     | 4 | 0 | 4 | 0:12 | 4 |

8 июля: Куба — Доминиканская Республика 3:0 (15:2, 15:5, 15:4); Коста-Рика — Гаити 3:0 (15:5, 15:7, 15:2).
9 июля: США — Коста-Рика 3:0 (15:1, 15:1, 15:3); Доминиканская Республика — Гаити 3:0.
10 июля: США — Гаити 3:0 (15:1, 15:0, 15:1); Куба — Коста-Рика 3:0 (15:8, 15:6, 16:14).
11 июля: Куба — Гаити 3:0 (15:0, 15:2, 15:0); США — Доминиканская Республика 3:0.
12 июля: Куба — США 3:0 (15:7, 15:4, 15:3); Доминиканская Республика — Коста-Рика 3:0 (15:3, 15:10, 15:3).

## Матч за 9-е место
15 июля
Американские Виргинские острова — Гаити 3:1 (15:12, 15:11, 13:15, 15:6)

## Плей-офф

### Полуфинал за 5—8 места
14 июля
Доминиканская Республика — Гватемала 3:-
Пуэрто-Рико — Коста-Рика 3:-

### Полуфинал за 1—4 места
14 июля
Куба — Мексика 3:0
Канада — США 3:0 (15:8, 15:7, 15:6)

### Матч за 7-е место
15 июля
Коста-Рика — Гватемала 3:2 (14:16, 12:15, 15:7, 15:5, 15:12)

### Матч за 5-е место
15 июля
Доминиканская Республика — Пуэрто-Рико 3:0 (15:8, 16:14, 15:6)

### Матч за 3-е место
15 июля
США — Мексика 3:0 (15:10, 15:2, 15:7)

### Финал
15 июля
Куба — Канада 3:0 (15:13, 15:8, 15:9)

## Итоги

### Положение команд
| Куба                               |
| Канада                             |
| США                                |
| 4. Мексика                         |
| 5. Доминиканская Республика        |
| 6. Пуэрто-Рико                     |
| 7. Коста-Рика                      |
| 8. Гватемала                       |
| 9. Американские Виргинские острова |
| 10. Гаити                          |
| 11. Гондурас                       |